# Wbeimar Muñoz
Wbeimar Muñoz Ceballos (Sevilla, Valle del Cauca, 18 de agosto de 1943) es un periodista deportivo colombiano con una extensa trayectoria en los medios de su país. En 1993 obtuvo un Premio Rey de España, además de lograr otros importantes galardones como el Premio Nacional de Periodismo Simón Bolívar y el Premio Acord.

## Carrera

### Inicios
Muñoz nació en la ciudad de Sevilla, Valle del Cauca el 18 de agosto de 1943. Abandonó su hogar de nacimiento para trasladarse a la ciudad de Cartago a realizar sus estudios básicos. Más tarde se mudó a Medellín, ciudad donde ha desarrollado la mayor parte de su carrera, para empezar a trabajar en la emisora de la Universidad de Antioquia, realizando libretos y presentando obras clásicas.
En 1960 firmó un contrato con Caracol Radio como narrador deportivo. Sin embargo, dos años después fue víctima de un robo en el que su garganta se vio afectada. Para recuperar su voz tuvo que recurrir a toda clase de especialistas durante un año. Este hecho lo llevó a abandonar la narración para dedicarse al comentario deportivo. Se trasladó a la ciudad de Cúcuta para trabajar con Radio Reloj y retornó a Medellín, donde fundó su propio espacio radial, Wbeimar lo dice.

### Reconocimiento y retiro de los medios
A partir de entonces, Muñoz se convirtió en una de las personalidades radiales deportivas más reconocidas del país, llegando a cubrir importantes eventos como los Mundiales de Fútbol, la Copa América, los Juegos Olímpicos, la Copa Libertadores y el torneo nacional colombiano, entre otros. Como preparación para su trabajo, Muñoz realizó el curso de director técnico de fútbol en Buenos Aires, Argentina, además de otras importantes capacitaciones internacionales.
En 2006 tuvo que ser intervenido quirúrgicamente para retirarle unos aneurismas en la arteria aorta. Tras su recuperación retornó a los medios. Luego de esto 
sigue desempeñándose en la radio y es uno de los expertos que conforman el equipo del programa deportivo Conexión del canal Win Sports.
En enero de 2023 anunció su retiro definitivo de los medios de comunicación tras 63 años de actividad.
Durante una entrevista en febrero de 2024, compartió su deseo de terminar sus estudios de maestría en literatura y filología, maestría en filosofía y letras, y de reanudar su doctorado en derecho.